# AMZ City Smile CS10E
AMZ City Smile CS10E – elektryczny autobus niskopodłogowy z serii AMZ City Smile przeznaczony dla komunikacji miejskiej, produkowany od 2012 roku przez polską firmę AMZ-Kutno z Kutna, a od 2015 roku przez firmę Ursus Bus w Lublinie.